# هيلين آدامز
هيلين آدامز (بالإنجليزية: Helen Adams)‏ هي مشاركة تلفزيون الواقع ‏ بريطانية، ولدت في 30 مايو 1978 في كومبرن ‏ في المملكة المتحدة.

## وصلات خارجية
- هيلين آدامز على موقع IMDb (الإنجليزية)
- هيلين آدامز على موقع قاعدة بيانات الفيلم (الإنجليزية)